# Иким, Олег Васильевич
Олег Васильевич Иким (рум. Oleg Ichim; род. 27 октября 1979, Тирасполь) — молдавский футболист, центральный защитник и опорный полузащитник. Выступал за сборную Молдовы.

## Биография
Воспитанник тираспольского футбола. Первым профессиональным клубом стал местный «Шериф», однако футболист не смог пробиться в основной состав, сыграв лишь 9 матчей за клуб в высшем дивизионе Молдовы за три сезона, в этот период клуб выиграл два чемпионских титула и один раз взял «серебро». Также Иким выступал за дубль «Шерифа» и играл на правах аренды в первом дивизионе за «Циментул» (Рыбница) и в высшем — за «Хайдук-Спортинг-УСМ» (Хынчешть). В 2002—2004 годах играл за «Тирасполь», за этот клуб летом 2004 года провёл 2 матча в Кубке УЕФА. Позднее перешёл в «Динамо» (Бендеры), с которым в сезоне 2004/05 стал победителем первого дивизиона и в следующем сезоне выступал на высшем уровне. В 2006 году перешёл в «Тилигул-Тирас». В период выступлений за молдавские клубы был на просмотре в клубах Казахстана и в российском «Роторе».
В 2007 году перешёл в белорусский клуб «Неман» (Гродно), где был основным игроком, сыграв 91 матч в высшей лиге Беларуси за четыре сезона. Осенью 2010 года покинул клуб и выступал в Молдове за бендерское «Динамо». В 2011 году безуспешно был на просмотре в «Белшине», затем играл за клуб первой лиги Беларуси «Партизан» (Минск) и стал серебряным призёром соревнований. Однако по окончании сезона «Партизан» лишился профессионального статуса.
Зимой 2011/12 футболист перебрался в Польшу и провёл несколько сезонов в «Олимпии» (Эльблонг), команда за это время скатилась из второго дивизиона в четвёртый. Затем играл в России за один из сильнейших любительских клубов Калининградской области «Светлый», принимал участие в соревнованиях по футболу и мини-футболу.
Всего за карьеру сыграл 93 матча (9 голов) в высшей лиге Молдовы и 91 матч (1 гол) в высшей лиге Беларуси.
Провёл один матч за национальную сборную Молдовы — 26 мая 2010 года в товарищеской игре против Азербайджана вышел на замену на 80-й минуте вместо Александра Келтуялэ.

## Личная жизнь
Разведён, есть дочь.

## Достижения
- Чемпион Молдовы: 2000/01, 2001/02
- Серебряный призёр чемпионата Молдовы: 1999/00
- Победитель дивизиона «А» Молдовы: 2004/05
- Серебряный призёр первой лиги Беларуси: 2011